# Atletica leggera ai Giochi della I Olimpiade - 1500 metri piani
La gara dei 1500 metri piani dei giochi della I Olimpiade si tenne il 7 aprile 1896 ad Atene, nello Stadio Panathinaiko, in occasione dei primi Giochi olimpici dell'era moderna. Vi parteciparono otto atleti provenienti da cinque nazioni.
I 1500 metri sono nati dall'esigenza di trovare una distanza metrica corrispondente al miglio (pari a 1609 metri), gara molto popolare nel mondo anglosassone. I migliori specialisti corrono la distanza in meno di 4'20”0. Nel 1895 la migliore prestazione appartiene a Thomas Conneff (4'15”6), assente alla manifestazione. Sui 1500 metri la migliore prestazione mondiale del 1895, è 4'07”0, del francese Albin Lermusiaux.

## La gara
I 1500 m sono l'ultima gara del 7 aprile; vengono disputati in una finale diretta, con otto atleti.
Data la lunghezza della pista, gli atleti devono percorrere poco meno di 5 giri.

Il gruppo compatto percorre il primo giro in 52”2, poi i greci si staccano e rimangono indietro. Prende la testa il francese Albin Lermusiaux, che nel giro successivo viene ripreso dall'australiano Edwin Flack. I primi 1100 metri sono stati percorsi in 3'25”2.

All'ultimo giro il francese scatta per primo e supera l'avversario.

Prima del rettifilo finale viene ripreso e superato da Flack; rinviene lo statunitense Blake, il favorito della vigilia, che supera Lermusiaux e conduce un testa a testa con Flack. L'australiano mantiene la posizione e vince con un vantaggio stimato in 2-10 metri.

## Risultati
Viene reso pubblico solo il tempo del vincitore. I tempi degli altri concorrenti non sono ufficiali (estimated, abbreviato in "e").
| Pos.    | Paese       | Atleta                    | Età | Tempo   |
| ------- | ----------- | ------------------------- | --- | ------- |
| Oro     | Australia   | Edwin Flack               | 22  | 4'33"2  |
| Argento | Stati Uniti | Arthur Blake              | 23  | 4'34"0e |
| Bronzo  | Francia     | Albin Lermusiaux          | 21  | 4'36"0e |
| 4       | Germania    | Carl Galle                | 23  | 4'39"0e |
| 5       | Grecia      | Angelos Fetsis            | 17  | n/d     |
| 6       | Grecia      | Dīmītrios Golemīs         | 21  | n/d     |
| 7       | Grecia      | Konstantinos Karakatsanis | 18  | n/d     |
| 7       | Grecia      | Dimitrios Tomprof         |     | n/d     |

Edwin Flack si ripeterà anche sugli 800 metri.